# フォドラ
フォドラ(Fódla)は、ケルト神話（アイルランド神話）に登場するトゥアハ・デ・ダナーン神族の戦いと豊穣の女神。夫は、ダグザの孫にしてトゥアハ・デ・ダナーンの王であったマクケフトとされる。スコットランドの高地に住むゲール人(An Gàidheal)がアイルランドに来る前に島を統治していた、土地の主権者たる三人の女神の一人。エリウとバンバとは姉妹で、三相一体の女神の一柱である。
5番目の種族ミレー族がアイルランド島に侵略してきた時、立ち向かい阻止しようと試みた。